# Hiệp Thuận, Phúc Thọ
Hiệp Thuận là một xã thuộc huyện Phúc Thọ, thành phố Hà Nội, Việt Nam.

## Vị trí địa lý
Xã Hiệp Thuận nằm cách trung tâm Thủ đô khoảng 30km về phía tây. Xã có diện tích 7,43 km², dân số năm 1999 là 8.599 người và mật độ dân cư đạt 1.157 người/km². Tới năm 2013, toàn xã có 10.600 nhân khẩu với hơn 2.500 hộ, chia làm 8 cụm dân cư. Vị trí địa lý tiếp giáp của xã lần lượt như sau:
- Phía bắc giáp xã Tam Thuấn và xã Tam Hiệp
- Phía nam giáp xã Liên Hiệp
- Phía tây giáp xã Canh Nậu và Dị Nậu (huyện Thạch Thất)
- Phía đông giáp xã Đồng Tháp (huyện Đan Phượng) và xã Minh Khai (huyện Hoài Đức)

## Lịch sử
Thời Trần, đất Hiệp Thuận thuộc hương Binh Hợp, châu Từ Liêm, lộ Đông Đô. Tới thời Lê, từ năm 1469, nơi đây thuộc tổng Hạ Hiệp, huyện Đan Phượng, phủ Quốc Oai, trấn Sơn Tây. Từ năm 1832 thời Nguyễn, là tổng Hạ Hiệp, huyện Yên Sơn, phủ Quốc Oai, tỉnh Sơn Tây. Dưới cấp tổng có 04 xã là: Hạ Hiệp, Hảo Hiệp, Hiệp Lộc, Hiệp Thuận (thôn Quế Lâm, thôn Kiều Lộc, thôn Yên Dưỡng và thôn Yên Dục). Sau cách mạng tháng Tám, tổng Hạ Hiệp được chia thành hai xã Liên Hiệp và Hiệp Thuận, thuộc huyện Quốc Oai. Tới năm 1979, cả hai xã đều được chuyển về huyện Phúc Thọ quản lý.
Với những đóng góp trong kháng chiến chống Pháp, xã Hiệp Thuận đã được phong tặng danh hiệu xã Anh hùng lực lượng vũ trang nhân dân. Trong kháng chiến chống Mỹ, xã cũng từng đón tiếp Phó Thủ tướng Đỗ Mười về thăm năm 1967 và Đại tướng Võ Nguyên Giáp về làm việc năm 1974.

## Kinh tế
Hiệp Thuận là một xã nông nghiệp vốn trồng lúa lâu đời. Từ năm 2015, chính quyền và nhân dân trong xã tiến hành trồng thử một số cây trồng mới như chanh đào, dâu, phật thủ và đặc biệt là cây măng tây xanh. Loài cây này rất phù hợp với thổ nhưỡng của địa phương, sinh trưởng và phát triển tốt. Cây trưởng thành ở đây có thể cho thu hoạch 80 kg/ha/ngày.
Nằm bên dòng sông Đáy, xã Hiệp Thuận cũng có nhiều bãi bồi phù sa phù hợp cho cây dâu tằm phát triển. Toàn xã có hơn 15 ha trồng dâu tằm trên 5 năm tuổi. Với mỗi sào (360m2) trồng khoảng 40 gốc dâu thì mỗi gốc sẽ cho thu hoạch khoảng 100kg quả/vụ. Mùa dâu chín thường vào cuối tháng ba, đầu tháng tư hàng năm và nhuộm đỏ cả một vùng. Người dân trong xã sẽ tập trung thu hoạch ngay và được thương lái đến mua tại vườn.
Bên cạnh đó, ở xã cũng có 20-40% số hộ làm nghề mộc, trong đó chủ yếu là nội thất như giường tủ bàn ghế... Ngoài ra, ở đây còn có một số nghề phụ như: may công nghiệp, xây dựng, cơ khí... Năm 2015, Hiệp Thuận đã được công nhận xã nông thôn mới. Tính đến năm 2016, thu nhập bình quân đầu người ở xã đạt 32,5 triệu đồng/năm; tỷ lệ hộ nghèo còn 6,11%. Cơ cấu kinh tế của xã gồm: 29% nông nghiệp, 30,8% dịch vụ và 40,2% tiểu thủ công nghiệp - xây dựng cơ bản.

## Văn hóa
Người dân xã Hiệp Thuận theo hai tôn giáo chính là đạo Phật và đạo Thiên Chúa. Ở khu vực này có ba giáo họ là Hiệp Thuận, Quế Lâm và Yên Dục. Toàn xã có 19 di tích lịch sử - văn hoá, trong đó có 05 di tích quốc gia là: đình Yên Dục, đình Hiệp Lộc, đền Trong, đền Ngoài và chùa Bà Tề. Còn đình Quế Lâm và đền Phú Lễ là hai di tích xếp loại cấp thành phố. Xã Hiệp Thuận cũng từng là nơi quay chính của bộ phim Đất và người.

## Xã hội
Kênh tin tức VTV24h từng phản ánh về tình trạng tín dụng đen nghiêm trọng tại xã Hiệp Thuận vào năm 2019. Trên dưới 200 gia đình trong xã có con cái (phần nhiều chỉ 15-16 tuổi) dính vào đường dây cho vay nặng lãi. Tới khi không trả được nợ thì tất cả con nợ đã bỏ trốn hết. Hậu quả là người thân ở nhà phải bán tài sản để trả nợ thay, thậm chí còn bị uy hiếp bằng bình xịt hơi cay và ném chất bẩn vào nhà. Theo Công an huyện Phúc Thọ, tín dụng đen hành hoành ở xã Hiệp Thuận từ khoảng 5 năm trước đó và ngày càng tinh vi hơn.
Tháng 5 năm 2021, toàn xã Hiệp Thuận đã phải cách ly 21 ngày do xuất hiện 7 ca dương tính với Covid-19. Do ở thời điểm đầu bùng phát dịch nên việc cách ly diễn ra rất nghiêm ngặt. Xã cũng đã được Sở y tế chi viện hơn 10 nghìn chiếc khẩu trang và 120 chai nước sát khuẩn.